# Pehr Aurén
Pehr Aurén, född 27 mars 1761, död 23 januari 1842, var en svensk gymnasielärare, matematiker och astronom.
Aurén blev elev vid Härnösands gymnasium 1774, student vid Uppsala universitet 1782, blev filosofie kandidat 1790 och filosofie magister 1791. Han blev vice skolmästare i Umeå 1795, vice kollega i Härnösand 1798, apologist 1799, och vice lektor i matematik vid gymnasiet i Härnösand 1800, 1806-1813 och 1823. Han sökte 1812 tjänsten som lektor i matematik vid gymnasiet, men fick den inte då det bestämts att tjänsten skulle tillsättas av en medicine doktor. 1828-39 var han sekreterare i sällskapet de nödlidandes vänner. Aurén erhöll 1830 tjänstledighet på grund av ålderdom.
Aurén utgav ett flertal arbeten i matematik och astronomi. Bland hans arbeten märks främst Utredning af bibliska och borgerliga tidräkningen, jämte förslag till rättelse af de fel, hvarmed den senare är behäftad (1800) och Första grunderna till trigonometriska differentialformlers integrering (1812).